# Lasionycta macleani
Lasionycta macleani is een vlinder uit de familie van de uilen (Noctuidae). De wetenschappelijke naam van de soort is voor het eerst geldig gepubliceerd in 1927 door McDunnough.